# Ievfrossínia Kersnóvskaia
Ievfrossínia Antónovna Kersnóvskaia, rus: Евфроси́ния Анто́новна Керсно́вская (6 de gener de 1908 – 8 de març de 1994) fou una dona russa que va passar 12 anys als gulags soviètics i va escriure les seves memòries en 12 quaderns (2.200.000 caràcters), acompanyats amb 680 dibuixos.
Va escriure tres exemplars de l'obra amb el títol Quant costa una persona, rus: Сколько стоит человек. El 1968, els amics van mecanografiar còpies de samizdat, i repetiren els dibuixos a l'altra cara de les pàgines. Els primers fragments de la seva obra van ser publicats per primera vegada a les revistes Ogoniok i Znàmia el 1990, així com a The Observer (juny de 1990). Posteriorment també apareixerien en publicacions alemanyes i franceses. El 2001 es va publicar el text complet, en sis volums, a Rússia.

## Biografia
Ievfrossínia Kersnóvskaia va néixer a Odessa, a la família de l'advocat-criminòleg Anton Kersnovski (mort el 1936 o 1939) i la professora de llengua estrangera Aleksandra Karavassili (1878–1964). L'any 1919, durant la Guerra Civil Russa, després que el seu pare fos arrestat per la Txekà i se salvés miraculosament de ser afusellat, els Kersnovski van fugir a la veïna Bessaràbia (aleshores part de Romania) i es van establir a la finca de la família Kersnovski al poble de Țepilova, a 7 km de Soroca, on vivien diversos dels seus parents. Allà es van convertir en pagesos.
El 28 de juny de 1940, l'URSS es va annexionar Bessaràbia, part de la qual va passar a formar part de la nova república de la unió, la República Socialista Soviètica de Moldàvia. Immediatament es van iniciar les repressions massives, i el juliol d'aquell any, Ievfrossínia i la seva mare van ser desallotjades de casa seva amb la confiscació completa de la propietat. Quan Borís Kersnovski, un oncle de Ievfrossínia, també privat de les seves propietats, va abandonar el Regne de Romania amb una família nombrosa, llavors, a l'agost, Ievfrossínia, amb l'objectiu de protegir la seva mare de la privació, la va enviar amb ell a Bucarest. Tanmateix, Ievfrossínia es va negar a marxar, ja que tenia una actitud negativa davant l'ocupació romanesa.
Ievfrossínia va començar a buscar feina per guanyar diners suficients per donar suport a la seva mare, però, com a "antiga terratinent", se li va infringir tots els drets, inclòs el dret al treball, i només com a treballador estacional va poder obtenir feina. Finalment, el 14 de juny del 1941, Ievfrossínia i altres bessarabians foren deportats a Sibèria. Allà va treballar com a llenyataira.
El 1942 intentà escapar, però va ser capturada i condemnada a mort. Es va negar a demanar clemència i va escriure en un full de paper que se li proporcionà: "No puc exigir justícia, no vull demanar pietat. Don Quixot."
La sentència de mort de Kernóvskaia fou commutada per deu anys de treballs forçats, que va passar a Noril·lag (Норильлаг, camp de treball de Norilsk) fent feines de mineria.
Després de complir la seva pena el 1953, va viure a Iessentukí i va escriure les seves memòries durant el període 1964-1968, que juntament amb els seus centenars de dibuixos presenten un testimoni únic sobre la vida a la Unió Soviètica, i molt especialment de la vida al Gulag. També destaca la qualitat pictòrica dels dibuixos.